# Leucaena lempirana
Leucaena lempirana é uma espécie vegetal da família Fabaceae.
Apenas pode ser encontrada nas Honduras.